# Beate Walter-Rosenheimer
Beate Walter-Rosenheimer (nascida no dia 20 de novembro de 1964) é uma política alemã da Aliança 90/Os Verdes que actua como membro do Bundestag pelo estado da Baviera desde 2012.

## Carreira política
Em 16 de janeiro de 2012, Walter-Rosenheimer foi eleita para entrar para o Bundestag. No parlamento, é membro da Comissão de Educação, Investigação e Avaliação Tecnológica e da Comissão da Família, Idosos, Mulheres e Juventude. É também membro da Comissão Enquete de Formação Profissional. Pelo seu grupo, ela é porta-voz da política de juventude e porta-voz da educação e formação.
 